# Pussycat
Pussycat byla nizozemská hudební skupina vedená třemi zpívajícími sestrami Toni, Betty a Marianne Kowalczykovými. Dalšími členy byli hudebníci Lou Willé (bývalý manžel Toni), Theo Wetzels, Theo Coumans a John Theunissen. V roce 1975 zaznamenali velký úspěch s písní Mississippi. Odhaduje se, že se prodalo přes pět milionů nosičů s touto písní po celém světě.